# Leafpad
Leafpad（リーフパッド） は、GTK ベースのシンプルなテキストエディタ。X11向けの軽量デスクトップ環境である、LXDEの標準システムに含まれている。

## 特徴
シンプルなテキストエディタであり、その機能は必要最低限の機能に抑えられている。そのため、起動が速く、軽快に動作するようになっている。このテキストエディタは Linux / BSD などUnix系のオペレーティングシステムで利用可能であり、さしずめ Windows で広く知られているメモ帳（ノートパッド）のクローンといった存在である。画面上から、マウスやキーボードを用いて直感的でグラフィカルな操作が行える。特に、次の機能が備わっている。
- 文字コードの自動認識・自動設定
- 編集の復元・やり直しが自由
- テキストの切り取り・貼り付け機能
- 行番号の表示が可能

## ライセンスと派生
GPLに従えば自由に利用可能なため、派生したソフトウェアも存在する。
- Mousepad - Leafpadに印刷機能を追加したもの。Xfceに特化している。